# 美しき愛の掟
「美しき愛の掟」（うつくしきあいのおきて）は1969年3月に発売された、ザ・タイガースにとって9枚目のシングル曲である。

## 解説
加橋かつみ脱退後の第1弾（通算9作目）シングルとして69年3月25日にリリース。オリコン4位まで上るヒットとなった。加橋が在籍中の2月5日にレコーディングされていたが、発売まで1ヶ月を切るギリギリのスケジュールの中、新メンバーの岸部シローを加えて急遽コーラス部分を録り直している。
尚、同日レコーディングされたカップリングの「風は知らない」は、スケジュールの都合上、コーラスの録り直しができなかったため、加橋の声をハッキリと聴き取れる。
A面がヴァニラ・ファッジ等を意識したニュー・ロック調。B面はフォーク調といった具合に、当時GSに替わり台頭してきた日本の音楽シーンの二大潮流を反映したシングルとなった。

## 収録曲
1. 美しき愛の掟 (A decree of love)（3分12秒）
  - 作詞:なかにし礼／作曲:村井邦彦
2. 風は知らない (The wind doesn't know)（3分38秒）
  - 作詞:岩谷時子／作曲:村井邦彦